# Samir Ramizi
Samir Ramizi (Bujanovac, 1991. július 24. –) szerb labdarúgó, a svájci Winterthur középpályása.

## Pályafutása
Ramizi a mai Szerbia területén lévő Bujanovac városában született. Az ifjúsági pályafutását a koszovói Tërnoci akadémiájánál kezdte.
2009-ben mutatkozott be a Drenica felnőtt csapatában. 2010-ben a Dritához, majd 2012-ben a svájci másodosztályban szereplő Stade Nyonnaishoz szerződött. 2012 júliusában a Super League-ben érdekelt Servette csapatához igazolt. 2013-ban az Étoile Carouge-nél szerepelt kölcsönben.
2014-ben a Wohlennél folytatta a labdarúgást. 2016-ban a Neuchâtel Xamax szerződtette. Először a 2016. július 23-ai, Servette ellen 2–1-re megnyert mérkőzés 71. percében, Gaëtan Karlen cseréjeként lépett pályára. Első gólját 2016. szeptember 10-én, a Schaffhausen ellen 2–0-ra megnyert találkozón szerezte meg.
2020. augusztus 6-án kétéves szerződést kötött a másodosztályú Winterthur együttesével. Először a 2020. szeptember 18-ai, Grasshoppers ellen 3–2-re elvesztett bajnokin lépett pályára. Első gólját 2020. december 11-én, a Neuchâtel Xamax ellen 4–0-ra megnyert mérkőzésen szerezte meg. A 2021–22-es szezonban feljutottak az első osztályba. 2022. július 16-án, a Basel ellen hazai pályán 1–1-es döntetlennel zárult mérkőzésen debütált, majd a 3. percben feljegyezhette első Super League-találatát a klub színeiben. 2022. július 19-én még két évvel meghosszabbította a szerződését a Winterthurral, amely így már a 2023–24-es szezon végéig szól.

## Statisztika
2023. február 26. szerint
| Klub            | Szezon   | Osztály          | Bajnokság | Bajnokság | Kupa  | Kupa | Nemzetközi | Nemzetközi | Összesen | Összesen |
| Klub            | Szezon   | Osztály          | Meccs     | Gól       | Meccs | Gól  | Meccs      | Gól        | Meccs    | Gól      |
| --------------- | -------- | ---------------- | --------- | --------- | ----- | ---- | ---------- | ---------- | -------- | -------- |
| Stade Nyonnais  | 2011–12  | Challenge League | 10        | 2         | 0     | 0    | —          | —          | 10       | 2        |
| Servette        | 2012–13  | Super League     | 4         | 0         | 0     | 0    | —          | —          | 4        | 0        |
| Étoile Carouge  | 2012–13  | Promotion League | 8         | 6         | 0     | 0    | —          | —          | 8        | 6        |
| Étoile Carouge  | 2013–14  | Promotion League | 2         | 2         | 0     | 0    | —          | —          | 2        | 2        |
| Étoile Carouge  | Összesen | Összesen         | 10        | 8         | 0     | 0    | 0          | 0          | 10       | 8        |
| Wohlen          | 2013–14  | Challenge League | 17        | 3         | 0     | 0    | —          | —          | 17       | 3        |
| Wohlen          | 2014–15  | Challenge League | 32        | 9         | 0     | 0    | —          | —          | 32       | 9        |
| Wohlen          | 2015–16  | Challenge League | 19        | 2         | 0     | 0    | —          | —          | 19       | 2        |
| Wohlen          | Összesen | Összesen         | 68        | 14        | 0     | 0    | 0          | 0          | 68       | 14       |
| Neuchâtel Xamax | 2016–17  | Challenge League | 31        | 3         | 1     | 2    | —          | —          | 32       | 5        |
| Neuchâtel Xamax | 2017–18  | Challenge League | 32        | 7         | 1     | 1    | —          | —          | 33       | 8        |
| Neuchâtel Xamax | 2018–19  | Super League     | 30        | 2         | 2     | 1    | —          | —          | 32       | 3        |
| Neuchâtel Xamax | 2019–20  | Super League     | 32        | 1         | 2     | 1    | —          | —          | 34       | 2        |
| Neuchâtel Xamax | Összesen | Összesen         | 125       | 13        | 6     | 5    | 0          | 0          | 131      | 18       |
| Winterthur      | 2020–21  | Challenge League | 34        | 3         | 2     | 2    | —          | —          | 36       | 5        |
| Winterthur      | 2021–22  | Challenge League | 34        | 10        | 1     | 0    | —          | —          | 35       | 10       |
| Winterthur      | 2022–23  | Super League     | 18        | 5         | 2     | 0    | —          | —          | 20       | 5        |
| Winterthur      | Összesen | Összesen         | 86        | 18        | 5     | 2    | 0          | 0          | 91       | 20       |
| Összesen        | Összesen | Összesen         | 303       | 55        | 11    | 7    | 0          | 0          | 314      | 62       |

## Sikerei, díjai
Neuchâtel Xamax
- Challenge League
  - Feljutó (1): 2017–18

Winterthur
- Challenge League
  - Feljutó (1): 2021–22